# Pembroke (Schiff, 1757)
Die Pembroke war ein 60-Kanonen-Linienschiff 4. Ranges der britischen Marine, das zwischen 1757 und 1776 in Dienst stand.

## Geschichte
Die spätere Pembroke wurde am 8. November 1752 bestellt und von Joseph Allin nach den Richtlinien des 1745 Establishment 1752 Amendments entworfen. Das Schiff wurde unter der Bauaufsicht von Thomas Bucknall in der Marinewerft in Plymouth am 1. Januar 1753 auf Kiel gelegt und lief am 2. Juni 1757 vom Stapel. Die Baukosten betrugen 24.734 Pfund 10 Schilling und 4 Pence (siehe Pfund Sterling).
Das Schiff wurde bereits am 23. März 1757 durch Captain John Simcoe offiziell in Dienst gestellt. Anschließend wurde die Pembroke während des Siebenjährigen Krieges vor der nordamerikanischen Küste eingesetzt. Hierbei beteiligte sie sich unter anderem an der Belagerung von Louisbourg unter der Führung von Captain Simcoe und an der Eroberung von Québec unter Captain John Wheelock. Wobei der Segelmeister (Sailing master) des Schiffes (James Cook) eine wichtige Rolle bei der Kartierung der Zufahrtswege nach Québec spielte. Diesem folgte eine Beteiligung an der Belagerung von Havanna 1762. Nach dem Krieg wurde das Schiff ab 1764 wegen nichtbedarfs aufgelegt.
Zwischen 1768 und 1772 wurde die Pembroke erneut in Dienst gestellt und im Mittelmeer eingesetzt. Nach diesem Einsatz wurde das Schiff ab 1776 als Lazaretthulk (siehe Lazarettschiff) in Halifax eingesetzt und ab August 1793 abgebrochen.

## Technische Beschreibung
Die Pembroke war als Batterieschiff mit zwei durchgehenden Geschützdecks konzipiert und hatte eine Länge von 47,55 Metern (Geschützdeck), eine Breite von 12,81 Metern und einen Tiefgang von 5,49 Metern. Sie war ein Rahsegler mit drei Masten (Fockmast, Großmast und Kreuzmast). Der Rumpf schloss im Heckbereich mit einem Heckspiegel, in den Galerien integriert waren, die in die seitlich angebrachten Seitengalerien mündeten. Die Beplankung des Schiffes war kraweel ausgeführt, das heißt, die Enden der Planken stießen stumpf aufeinander, so dass eine glatte Außenfläche entstand.
Die Bewaffnung bestand aus 60 Kanonen.
|        | Unteres Batteriedeck | Oberes Batteriedeck | Backdeck      | Achterdeck    | Kanonen (Geschossgewicht) |
| ------ | -------------------- | ------------------- | ------------- | ------------- | ------------------------- |
| Design | 24 × 24-Pfünder      | 26 × 12-Pfünder     | 2 × 6-Pfünder | 8 × 6-Pfünder | 60 Kanonen (214,959 kg)   |

## Besatzung
Die Besatzung hatte eine Stärke von 420 Mann (Offiziere und Unteroffiziere bzw. Mannschaften).

## Bemerkungen
1. ↑  Als 1745 Establishment wird eine Richtlinie für Bewaffnung und  Abmessungen von Schiffen bezeichnet, die für die Royal Navy zwischen 1747 und 1766 gebaut wurden.
2. ↑  John Simcoe, Vater von John Graves Simcoe dem ersten Vizegouverneur von Oberkanada.